# Bror Ulrich
Bror Ludvig Ulrich, född 6 mars 1818 i Stockholm, död där 11 september 1887, var en svensk militär och guvernör. Mellan 1868 och 1878 var Ulrich den siste svenske guvernören över kolonin Svenska S:t Barthélemy.

## Biografi
Bror Ulrich föddes som andre son till kung Karl XIV Johans handsekreterare Johan Kristian Henrik Ulrich (1781–1849) och dennes hustru., och var sonson till Friedrich Ulrich. Släkten härstammade från Mecklenburg-Schwerin i norra Tyskland. Ludvig Ulrichs äldre bror var Fredrik Carl Ulrich (1808–1868) och hans yngre bror var Sigfrid Ulrich (1826-1889). En syster hette Edla Ulrich (1816–1897).
Bror Ulrich inträdde i det militära vid Kungliga Krigsakademien och i maj 1834 erhöll han sin första sjökommendering på briggen Vänta Litet. Åren 1835–1837 tjänstgjorde han på korvetten Jarramas. Efter sin sjöofficersexamen 1838 befordrades Ulrich till sekundlöjtnant. Åren 1838–1840 tjänstgjorde han på korvetten Najaden och besökte då ön Saint-Barthélemy för första gången. Ulrich fortsatte sin sjökarriär och tjänstgjorde 1843–1845 i den engelska flottan, 1844 besökte han åter ön.

Den 28 oktober 1854 gifte han sig med Josefina Edla Lovisa Dorph (1824–1877) och fick senare tre barn, Anna (1856–1927), Ellen (1857–1940) och Sigrid (1858–1944). År 1861 blev han riddare av Svärdsorden. Den 15 maj 1866 utnämndes Ulrich till kommendörkapten.

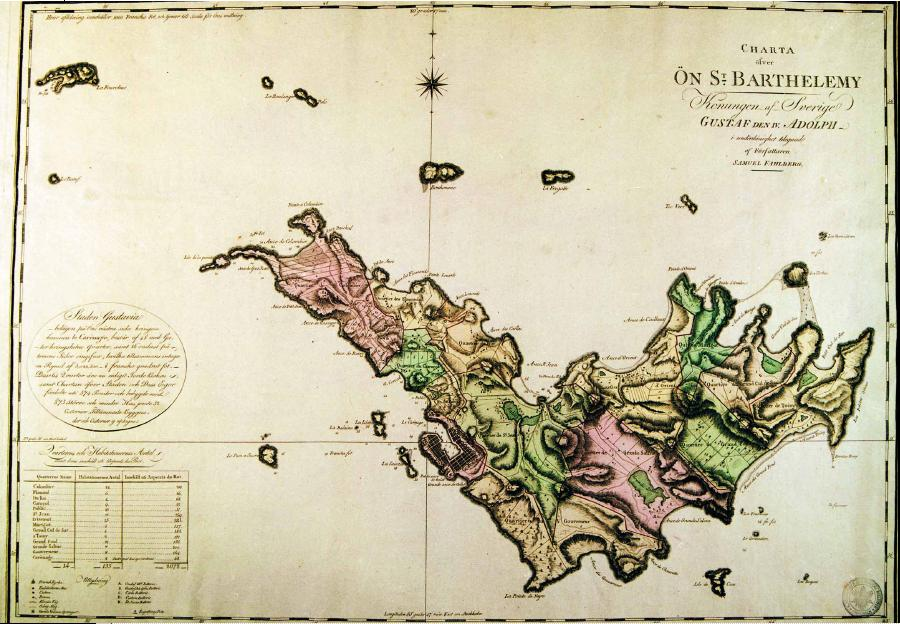
Svenska S:t Barthélemy 1784-1878.

Den 6 oktober 1868 utnämndes han till guvernör över Svenska S:t Barthélemy som efterträdare till brodern Fredrik Carl Ulrich, som hastigt avlidit och tillfälligt ersatts med Georg Wilhelm Netherwood i augusti. Ludvig Ulrich anlände till ön den 4 december och var tillförordnad guvernör över kolonin till den 10 september 1870 och ordinarie guvernör till den 16 mars 1878.
Under perioden juni 1874–november 1875 var han tjänstledig på grund av sjukdom; under denna period var Alarik Helleday tillförordnad guvernör. Efter överlåtelseavtalet i Paris den 10 augusti 1877 ledde Ulrich den bestämda folkomröstningen på ön och ledde sedan överlämningsceremonin (”La Rétrocession”) den 16 mars 1878, då styret överlämnades till guvernören över Guadeloupe Marie-Gabriel Couturier. Den 20 mars 1878 lämnade Ulrich hamnen i Gustavia på fartyget Vanadis och återvände till Stockholm där han bodde i Adolf Fredriks församling. Han avled 1887 och är gravsatt på Galärvarvskyrkogården i Stockholm.